# 美莉
美莉（みれい、1996年10月14日 - ）は、日本の女優、ファッションモデル。SUPER☆GiRLSの元メンバーである。
埼玉県戸田市出身。現在はフリーで活動中。愛称は、みれい。

## 略歴
2007年、『avex audition project俳優・タレント・モデルオーディション』に合格。エイベックス・アーティストアカデミーで芸能活動を始める。2008年にはテレビドラマ『歌のおにいさん』への出演、ファッション雑誌『Hana* chu→』へのモデル出演を果たした。
2010年6月12日、『avex アイドルオーディション 2010』に合格。女性アイドルグループSUPER☆GiRLSが結成され、同グループのメンバーとなる。同年12月22日、アルバム『超絶少女』でメジャーデビューした。
グループでの活動のほかに、『ミスセブンティーン2011』最終審査進出、ファッション雑誌『JELLY』の専属モデル、『GirlsAward 2016 SPRING/SUMMER』出演など、ファッションモデルとしての活動を行っている。また、2014年にテレビドラマ『ファースト・クラス』、2015年にテレビドラマ『ようこそ、わが家へ』に出演するなど、女優としての活動も行っている。
2016年12月1日、体調回復を優先にするため活動休止を発表。2017年3月1日、活動再開を発表し、同年3月26日に行われた『16thシングル「スイート☆スマイル」リリース記念イベント』でパフォーマンス復帰した。しかし体調は思わしくなく、2018年2月16日、腰の治療に専念するためにグループから卒業することを発表し、同年3月31日開催の『Love is 301 〜感謝の気持ちを込めて at SanrioPuroland〜』をもって卒業した。また、同日付で事務所も退所した。
2018年8月14日、主に声優のマネジメントを行うネクシードに所属することが発表され、芸能活動を再開した。2021年10月19日、ネクシードを同年7月31日付で退社し、フリーランスで活動している事を自身のSNSで発表した。
2024年8月1日、芸名を「田中美麗」から「美莉」に変更したことをSNSで発表。

## 人物
SUPER☆GiRLSでのイメージカラー（超絶カラー）はプレミアムブラック、公式ニックネーム「みれい」。キャッチコピーは「みなさん私のこと見えてますか…私はここにいます。カメラ大好き超ネガティブアイドル、今日もなんとかやっています」（2014年2月23日までは「あなたの心にシュート! Japaneseガール」）だった。

## 作品

### 参加楽曲
- 年下の男の子（2013年12月4日、キャンディーマキアート from SUPER☆GiRLS名義） - 田中・溝手るか・後藤彩

## 出演

### テレビドラマ
- 歌のおにいさん（2008年2月13日、第4話、EX） - みちるの友人 役
- テレビ未来遺産“終戦”特別企画「報道ドラマ 生きろ 〜戦場に残した伝言〜」（2013年8月7日、TBS）
- オフィシャルパートナードラマ もうひとつの福岡恋愛白書（2014年3月21日、KBC） - 諌山希美 役
- ファースト・クラス（CX） - 小杉綾奈 役
  - 第1期（2014年4月19日 - 6月21日）
  - 第2期（2014年12月17日、第9話）
- ようこそ、わが家へ（2015年4月13日 - 6月15日、CX） - 森藤若葉 役
- JKは雪女（2015年9月28日 - 10月19日、MBS） - 奥寺美由紀 役
- ラーメン大好き小泉さん（CX） - 高橋潤 役
  - 2016新春SP（2016年1月4日）[13]
  - 2016年末SP（2016年12月29日）
  - 2019春SP（2019年4月5日）
  - ラーメン大好き小泉さん二代目!（2020年3月27日）- 大泉の友人 役
- 24時間テレビ39「盲目のヨシノリ先生〜光を失って心が見えた〜」（2016年8月27日、NTV） - 緒ノ崎優奈 役
- 銀座黒猫物語（2020年9月18日(17日深夜)、第10話、KTV）[14]
- こういうのがいい（2023年10月30日 - 12月18日、ABCテレビ） - ヒロイン・江口友香 役[15]
- 純喫茶イニョン（2024年11月21日 - 、CX） - 佐野唯花 役

### 映画
- ラムネ（2010年）
- 東京シャッターガール（2013年） - 主演・夢路歩 役
- ソフテン!（2014年） - 阿部羅々 役[16]
- CAGE（2017年） - ミハル 役
- 青春カレイドスコープ「明日きっともっと」（2019年） - W主演・白根深雪 役[17]
- チャイニーズ・ゴースト・ストーリー（2020年） - エレノア・リー 役（日本語吹替声優）

### テレビ番組
- LIONS CHANNEL（2011年4月25日 - 終了時期不詳、テレビ埼玉） - レギュラーアシスタント
- ちょい悪。田中美麗（2014年10月5日 - 終了時期不詳、ベターライフチャンネル）
- めざましテレビ（2015年3月31日 - 2017年3月27日、フジテレビ）　- イマドキガール
- マチコミ（2016年8月29日、テレビ埼玉） - 1日スペシャルパーソナリティ
- CSテレ朝ナビ!!スペシャル（2017年7月2日、テレビ朝日） - タナカ 役[18]

### CM
- Fril「クローゼットランウェイ」篇（2014年10月31日 - 終了時期不詳、Fablic）
- ゲオチャンネル（ゲオ）
  - 「ウォーキングデッド」篇（2016年3月23日 - 終了時期不詳）
  - 「名探偵コナン」篇（2016年4月28日 - 終了時期不詳）
- ラディックス「RADIX2022採用」・「RADIX2023採用」（2021年1月8日 - 、RADIX）[19]

### ラジオ
- SUPER☆GiRLS 田中美麗のラジカントロプス2.0（2015年2月16日、ラジオ日本）
- 田中美麗のHIT Me RADIO （2022年11月19日 - 、TOKYO854 くるめラ）- MC

### 舞台
- 東京俳優市場 2009冬第3話『未来への扉』（2009年11月30日 - 12月5日、南青山MANDARA） - 試験番号B 役
- 朗読劇『夏の夜の夢』（2016年8月26日・27日、中央区立日本橋公会堂（日本橋劇場））
- 『BASARA 外伝〜KATANA 虹の話-銀杏-』（2019年1月25日 - 28日、紀伊國屋ホール） - 主演・タラ 役
- 劇団アレン座 第三回本公演『積チノカベ』（2019年7月4日 - 7日、北九州芸術劇場 小劇場 / 7月11日 - 14日、すみだパークスタジオ倉） - 萌葱 役
- 『舞台「ハイスクール!奇面組3」〜危機一髪！修学旅行編〜』（2020年11月18日 - 23日、草月ホール） - 天野邪子 役[20]
- 『BASARA』（2022年1月13日 - 23日、シアターサンモール） - 千手姫 役（Wキャスト）[21] / 主演・更紗 役（Wキャスト）[注 1]
- ミュージカル『ブルーサンタクロース』（2024年12月12日 - 18日、東京キネマ俱楽部）

#### 公演降板
- 『放課後戦記2022』（2022年11月29日 - 12月4日、シアターミクサ）- Team pink（Wキャスト）[注 2]

### ファッションショー
- TOKYO GIRLS COLLECTION by girlswalker.com
  - 2012 Spring&Summer（2012年3月3日、横浜アリーナ） - 荒井玲良とともに出演
  - 2013 Autumn/Winter（2013年8月31日、さいたまスーパーアリーナ） - 八坂沙織・荒井玲良・前島亜美とともに出演
  - 2014 Spring/Summer（2014年3月1日、国立代々木競技場第一体育館） - 荒井玲良とともに出演
  - 2014 Autumn/Winter（2014年9月6日、さいたまスーパーアリーナ） - 志村理佳・荒井玲良・渡邉幸愛とともに出演
- a-nation & GirlsAward（国立代々木競技場第一体育館前 resort stage）
  - island collection by Numero（2014年8月15日）
  - island collection by NYLON JAPAN（2014年8月18日）
- GirlsAward（国立代々木競技場第一体育館）
  - 2016 SPRING/SUMMER（2016年4月9日）
  - 2017 SPRING/SUMMER（2017年5月3日）
- GILTスペシャルイベント FASHIONNOVATION 〜ファッション×イノベーション〜（2016年4月26日、Apple Store Omotesando）
- JELLY10周年×SHIBUYA109 SPECIAL EVENT（2016年4月29日、SHIBUYA109）
- Amazon Fashion Week TOKYO 2017 S/S -OKINAWAMADEショー-（2016年10月22日、那覇市立壺屋小学校）
- Tokyo Street Collecction（2017年8月19日、STUDIO COAST） - 阿部夢梨・長尾しおりとともに出演
- Rakuten GirlsAward 2017 AUTUMN/WINTER（2017年9月16日、幕張メッセ）
- WWS FESTIVAL vol.1-Girls Side （2022年11月23日、SHIBUYA PLEASURE PLEASURE）- MC

### イベント
- 映画『ソフテン!』公開記念!スペシャル応援イベント in 東京（2014年10月9日、シネマート六本木）
- 埼玉県蕨警察署「平成26年度年末年始特別警戒出陣式」（2014年11月30日） - 一日警察署長[24]
- 警視庁小平警察署「特殊詐欺根絶キャンペーン」（2017年4月22日） - 一日警察署長
- 映画『CAGE』舞台挨拶（2017年9月22日、TOHOシネマズ 六本木ヒルズ / 10月5日、UnKnownシアター / 10月22日、ユーロライブ）
- Love is 301 〜感謝の気持ちを込めて at SanrioPuroland〜（2018年3月31日、サンリオピューロランド）
- 映画『青春カレイドスコープ』
  - 初日舞台挨拶（2019年8月24日、池袋HUMAXシネマズ）
  - 舞台挨拶（2019年9月12日、池袋HUMAXシネマズ）
- MIREI NIGHT 2022 in HANAYASHIKI BIRTHDAY & HALLOWEEN （2022年10月30日、浅草花やしき）- ゲスト溝手るか

### 携帯電話配信
- 湘南☆夏恋物語（2011年8月1日 - 10月17日、全12話、BeeTV） - チエ 役

### ネット配信
- 映画『東京シャッターガール』監督、キャスト、原作者出演のシャッターガールナイト（2013年11月22日、ニコニコ生放送）
- テレビ東京『新・美しい人に怒られたいWEB』すぐに写メを撮るパパラッチ男に怒る美女（2016年3月6日 -  、YouTube）[25]
- カルビー「堅あげポテト」噛みしめたいあなたに〜田中美麗主演WEBムービー〜（2016年7月26日 - 、YouTube）[26]
- ドラマ『嫌われ屋 -BLACK SHEEP-』（2024年11月 - 、Vigloo） - 主演・葉山 役

## 書籍

### 雑誌
- Hana* chu→（2009年8月号 - 終了時期不詳、主婦の友社)
- JELLY（2015年8月号 - 2018年5月号、ぶんか社） - 専属モデル

### 写真集
- 「田中美麗 CARDGRAVURE COLLECTION」（2012年10月11日、東京ニュース通信社）[27]
- SUPER☆GiRLS 田中美麗写真集「みれい」（2014年7月22日、宝島社）[28][29]
- 田中美麗卒業記念フォトブック「mirei」（2018年3月16日、mu-mo）
- 田中美麗2nd写真集「Me0」（2023年1月17日、gutta） - 書籍・デジタルの2種

### カレンダー
- 田中美麗（SUPER☆GiRLS）カレンダー 2013年（2012年10月17日、ハゴロモ）
- アイドル×ビリヤード ポスターカレンダー2017（2016年、日本ビリヤード商工連合会）

### 連載

#### フリーペーパー・フリーマガジン
- FAB「みれい&れいちぇるの辛口甘口ファッション講座」（vol.23 - 終了時期不詳、Dream Future Creative） - 荒井玲良とともに